# Antero Maria Micone
Padre Antero Maria Micone, al secolo Filippo Micone (Sestri Ponente, 5 settembre 1620 – 7 luglio 1686), è stato un presbitero italiano.

## Biografia
Fu un frate sestrese dell'ordine degli agostiniani scalzi che si distinse per l'assistenza durante la pestilenza che colpì la città di Genova e il suo circondario tra il 1656 e il 1657.
Nato in un'agiata famiglia di mercanti, studiò presso i frati agostiniani scalzi di Sestri Ponente e fu ordinato sacerdote col nome di Padre Antero Maria da San Bonaventura. Divenne in breve uno dei più noti predicatori genovesi; durante la pestilenza del 1656-1657, si adoperò nell'assistenza ai malati presso il Lazzaretto della Consolazione. Colpito dalla malattia, riuscì a guarire e ritornò al proprio compito assistenziale dirigendo il Lazzaretto dalla Foce.
Già autore di vari scritti di carattere religioso, al termine della pestilenza scrisse il libro "Li lazaretti della città e riviere di Genova del MDCLVII", drammatica testimonianza dell'epidemia genovese.
Poco prima della morte, ebbe ancora occasione di distinguersi nell'assistenza medica, soccorrendo i feriti del bombardamento navale francese del maggio 1684.
A Sestri Ponente, sua città natale e oggi quartiere di Genova, gli è stato intitolato il locale ospedale.